# Podrabalina
Podrabalina – przysiółek wsi Wólka w Polsce, położony w województwie podlaskim, w powiecie suwalskim, w gminie Bakałarzewo.
W latach 1975–1998 Podrabalina należała administracyjnie do województwa suwalskiego.
Na zachód od przysiółka znajduje się Jezioro Bolesty, zaś na północny zachód Jezioro Okrągłe.